# Mesoplodon traversii
Mesoplodon traversii er en art i familien af næbhvaler, som først blev opdaget i 1872. Den regnes for verdens sjældneste pattedyr og er aldrig blevet set i live. Baseret på kraniets størrelse er det estimeret at Mesoplodon traversii kan blive omkring 5-5,5 meter lang. Udbredelsesområdet er ukendt.
Der er fundet tre kranier som stammer fra to fund på New Zealand og et på Isla Robinson Crusoe ud for vestkysten af Sydamerika. I december 2010 blev der fundet to døde eksemplarer af Mesoplodon traversii strandet i Bay of Plenty i det nordlige New Zealand.
Hvalen har ikke et dansk navn.